# Amalda novaezelandiae
Amalda novaezelandiae là một loài ốc biển nhỏ, a động vật chân bụng động vật thân mềm thuộc họ Olividae, ốc ôliu.